# Lancer du javelot masculin aux championnats du monde d'athlétisme 2013
Navigation
Daegu 2011 Pékin 2015
L'épreuve du lancer du javelot masculin des championnats du monde de 2013 s'est déroulée les 15 et 17 août 2013 dans le Stade Loujniki, le stade olympique de Moscou. Elle est remportée par le Tchèque Vítězslav Veselý.

## Records et performances

### Records du monde
Les records du lancer du javelot hommes (mondial, des championnats et par continent) étaient avant les championnats 2013 les suivants.
| Record du monde           | Jan Železný        | Tchéquie       | 98,48 m | Iéna         | 25 mai 1996       |
| Record des championnats   | Jan Železný        | Tchéquie       | 92,80 m | Edmonton     | 12 août 2001      |
| Record d'Afrique          | Marius Corbett     | Afrique du Sud | 88,75 m | Kuala Lumpur | 21 septembre 1998 |
| Record d'Asie             | Kazuhiro Mizoguchi | Japon          | 87,60 m | San José     | 27 mai 1989       |
| Record d'Amérique du Nord | Breaux Greer       | États-Unis     | 91,29 m | Indianapolis | 21 juin 2007      |
| Record d'Amérique du Sud  | Edgar Baumann      | Paraguay       | 84,70 m | San Marcos   | 17 octobre 1999   |
| Record d'Europe           | Jan Železný        | Tchéquie       | 98,48 m | Iéna         | 25 mai 1996       |
| Record d'Océanie          | Jarrod Bannister   | Australie      | 89,02 m | Brisbane     | 29 février 2008   |

### Performances
Les dix lanceurs les plus performants de l'année sont, avant les championnats, les suivants. 
| 1  | Dmitriy Tarabin     | Russie            | 88,84 m | Moscou                            | 24 juillet 2013 |
| 2  | Vítezslav Veselý    | Tchéquie          | 87,68 m | Monaco                            | 19 juillet 2013 |
| 3  | Tero Pitkämäki      | Finlande          | 87,60 m | Shanghai                          | 18 mai 2013     |
| 4  | Yukifumi Murakami   | Japon             | 85,96 m | Hiroshima                         | 29 avril 2013   |
| 5  | Guillermo Martínez  | Cuba              | 85,59 m | La Havane                         | 17 mars 2013    |
| 6  | Ari Mannio          | Finlande          | 84,65 m | Turku                             | 16 juin 2013    |
| 7  | Andreas Thorkildsen | Norvège           | 84,64 m | Florø                             | 8 juin 2013     |
| 8  | Fatih Avan          | Turquie           | 84,58 m | Yerino, Russie                    | 2 juin 2013     |
| 9  | Roman Avramenko     | Ukraine           | 84,48 m | Bellinzona                        | 11 juin 2013    |
| 10 | Keshorn Walcott     | Trinité-et-Tobago | 84,39 m | Port-d'Espagne, Trinité-et-Tobago | 3 mai 2013      |

## Engagés
Pour se qualifier, il faut avoir réalisé au moins 83,50 m (minimum A) ou 81,00 m (minimum B) entre le 1er octobre 2012 et le 29 juillet 2013.

## Médaillés
| Or               | Argent         | Bronze          |
| Vítězslav Veselý | Tero Pitkämäki | Dmitriy Tarabin |

## Résultats

### Finale
| Rang               | Athlète                   | Pays             | Essais | Essais | Essais | Essais | Essais | Essais | Marque  | Notes |
| Rang               | Athlète                   | Pays             | 1      | 2      | 3      | 4      | 5      | 6      | Marque  | Notes |
| ------------------ | ------------------------- | ---------------- | ------ | ------ | ------ | ------ | ------ | ------ | ------- | ----- |
| Médaille d'or      | Vítězslav Veselý          | Tchéquie         | 87.17  | 78.80  | 81.21  | 83.80  | x      | –      | 87,17 m |       |
| Médaille d'argent  | Tero Pitkämäki            | Finlande         | 83.40  | 86.88  | 87.07  | 85.67  | x      | 85.22  | 87,07 m |       |
| Médaille de bronze | Dmitriy Tarabin           | Russie           | x      | 84.38  | x      | 82.25  | x      | 86.23  | 86,23 m |       |
| 4                  | Julius Yego               | Kenya            | 80.60  | x      | 81.13  | x      | 85.40  | 81.20  | 85,40 m | NR    |
| 5                  | Roman Avramenko           | Ukraine          | 81.32  | x      | 80.12  | 82.05  | 78.61  | 80.80  | 82,05 m |       |
| 6                  | Antti Ruuskanen           | Finlande         | 77.96  | 80.32  | x      | x      | 75.86  | 81.44  | 81,44 m |       |
| 7                  | Andreas Thorkildsen       | Norvège          | 80.93  | 76.82  | x      | 80.62  | 81.06  | –      | 81,06 m |       |
| 8                  | Ihab Abdelrahman El Sayed | Égypte           | 79.02  | 78.57  | 80.94  | 78.70  | 76.85  | x      | 80,94 m |       |
| 9                  | Risto Mätas               | Estonie          | 78.32  | 78.87  | 80.03  |        |        |        | 80,03 m |       |
| 10                 | Stuart Farquhar           | Nouvelle-Zélande | 79.24  | 75.72  | x      |        |        |        | 79,24 m |       |
| 11                 | Kim Amb                   | Suède            | 77.64  | 76.28  | 78.91  |        |        |        | 78,91 m |       |
| 12                 | Ivan Zaytsev              | Ouzbékistan      | 74.58  | 78.33  | 77.72  |        |        |        | 78,33 m |       |

### Qualifications
| Rang | Groupe | Athlète                   | Nationalité       | #1    | #2    | #3    | Résultat | Notes  |
| ---- | ------ | ------------------------- | ----------------- | ----- | ----- | ----- | -------- | ------ |
| 1    | A      | Tero Pitkämäki            | Finlande          | 84.39 |       |       | 84.39    | Q      |
| 2    | B      | Ihab Abdelrahman El Sayed | Égypte            | 83.62 |       |       | 83.62    | Q (NR) |
| 3    | A      | Andreas Thorkildsen       | Norvège           | x     | 79.45 | 83.05 | 83.05    | Q      |
| 4    | A      | Ivan Zaytsev              | Ouzbékistan       | 81.53 | x     | –     | 81.53    | q      |
| 5    | A      | Vítězslav Veselý          | Tchéquie          | x     | 81.51 | –     | 81.51    | q      |
| 6    | B      | Antti Ruuskanen           | Finlande          | 80.02 | 81.36 | –     | 81.36    | q      |
| 7    | B      | Dmitriy Tarabin           | Russie            | x     | 81.32 | –     | 81.32    | q      |
| 8    | A      | Julius Yego               | Kenya             | 79.56 | x     | 80.88 | 80.88    | q      |
| 9    | A      | Kim Amb                   | Suède             | 80.84 | x     | 80.37 | 80.84    | q      |
| 10   | A      | Stuart Farquhar           | Nouvelle-Zélande  | 80.73 | x     | 76.73 | 80.73    | q      |
| 11   | B      | Roman Avramenko           | Ukraine           | 76.73 | 79.91 | 80.37 | 80.37    | q      |
| 12   | B      | Risto Mätas               | Estonie           | 79.25 | x     | 80.18 | 80.18    | q      |
| 13   | B      | Fatih Avan                | Turquie           | 78.09 | 79.93 | 80.09 | 80.09    |        |
| 14   | A      | Bernhard Seifert          | Allemagne         | 80.02 | x     | x     | 80.02    |        |
| 15   | B      | Vadims Vasiļevskis        | Lettonie          | 79.09 | 77.59 | 79.68 | 79.68    |        |
| 16   | A      | Guillermo Martínez        | Cuba              | 79.67 | 77.88 | 76.70 | 79.67    |        |
| 17   | B      | Teemu Wirkkala            | Finlande          | 79.50 | 78.54 | 79.26 | 79.50    |        |
| 18   | B      | Víctor Fatecha            | Paraguay          | 76.13 | 79.03 | x     | 79.03    | (PB)   |
| 19   | A      | Keshorn Walcott           | Trinité-et-Tobago | 78.78 | x     | 75.84 | 78.78    |        |
| 20   | B      | Riley Dolezal             | États-Unis        | 72.96 | 78.76 | 77.25 | 78.76    |        |
| 21   | A      | Aleksey Tovarnov          | Russie            | 74.15 | 73.25 | 78.43 | 78.43    |        |
| 22   | B      | Yukifumi Murakami         | Japon             | 77.75 | x     | 76.74 | 77.75    |        |
| 23   | B      | Zhao Qinggang             | Chine             | 76.23 | 76.78 | 77.61 | 77.61    |        |
| 24   | B      | Lars Hamann               | Allemagne         | 77.10 | 74.75 | 72.00 | 77.10    |        |
| 25   | A      | Marcin Krukowski          | Pologne           | x     | x     | 76.93 | 76.93    |        |
| 26   | A      | Valeriy Iordan            | Russie            | 76.92 | 72.79 | 73.70 | 76.92    |        |
| 27   | A      | Hamish Peacock            | Australie         | 70.61 | 76.33 | 75.31 | 76.33    |        |
| 28   | B      | Łukasz Grzeszczuk         | Pologne           | 74.72 | x     | x     | 74.72    |        |
| 29   | B      | Gabriel Wallin            | Suède             | 74.66 | x     | x     | 74.66    |        |
| 30   | A      | Thomas Röhler             | Allemagne         | 71.88 | 74.45 | 73.67 | 74.45    |        |
| 31   | B      | John Robert Oosthuizen    | Afrique du Sud    | 74.36 | 70.99 | x     | 74.36    |        |
| 32   | A      | Uladzimir Kazlou          | Biélorussie       | 72.66 | 67.79 | x     | 72.66    |        |
| 33   | B      | Leslie Copeland           | Fidji             | 70.56 | 72.30 | 68.46 | 72.30    |        |

## Légende
Records et Performances
- AR : Record continental (area record)
- CR : Record des championnats (championship record)
- MR : Record du meeting (meet record)
- NR : Record national (national record)
- OR : Record olympique (olympic record)
- PR : Record paralympique (paralympic record)
- PB : Record personnel (personal best)
- SB : Meilleure performance personnelle de la saison (season's best)
- WL : Meilleure performance mondiale de l'année (world leader)
- WJR : Record du monde junior (world junior record)
- WR : Record du monde (world record)

Circonstances et Conditions
- DNF : N'a pas terminé (did not finish)
- DNS : N'a pas pris le départ (did not start)
- DQ : Disqualification (disqualification)
- NM : Aucun essai valable enregistré (No Mark)
- Q : Qualifié « directement » au prochain tour (ou à la prochaine compétition), lors d'une compétition majeure, grâce au classement ou à la réalisation des minima (automatic qualifier)
- q : Qualifié au prochain tour (ou à la prochaine compétition), lors d'une compétition majeure, grâce au repêchage ou à la réalisation de l'une des meilleures performances parmi celles des « non qualifiés directement » (grâce au meilleur temps ou à la meilleure distance par exemple) (secondary qualifier)